# Točnica
Točnica (in ungherese Tósár) è un comune della Slovacchia facente parte del distretto di Lučenec, nella regione di Banská Bystrica.